# Parietaria debilis
Parietaria debilis är en nässelväxtart som beskrevs av Forst. f.. Parietaria debilis ingår i släktet väggörter, och familjen nässelväxter. Inga underarter finns listade i Catalogue of Life.